# فرودگاه ینیسیسک
فرودگاه ینیسیسک (به روسی: Аэропорт Енисейск) فرودگاهی عمومی واقع در ینیسیسک در کشور روسیه است.